# Atari Lynx
Atari Lynx — портативная игровая консоль производства компании Atari Corporation.

## Возможности
Atari Lynx — первая портативная система с цветным экраном (4096 цветов), подсветкой экрана и возможностью поворота экрана на 180° (для удобства левшей). Консоль была выпущена в том же 1989 году, что и Game Boy (с монохромным экраном). Для совместной игры нескольких владельцев консоли предусмотрено объединение их в сеть «ComLynx» (до 17 игроков, хотя большинство игр поддерживает только 8).
Разработкой Atari Lynx занимались Роберт Дж. Микал и Дэвид Нидл — двое из разработчиков первой Amiga (Amiga 1000), только что ушедших из корпорации Commodore в Atari по предложению Джека Трэмэла. Они и реализовали весь основной дизайн системы. Так, был использован всё тот же буферизованный экран с блиттером, который сделал популярным компьютер Amiga. Другие инновационные возможности — аппаратное масштабирование и «разрушение» спрайтов, что позволило реализовать на консоли игры в изометрии. Непревосходимые (для того времени) возможности заливки полигонов (реализованные блиттером) при ограниченном использовании процессора — это ещё одна черта, унаследованная от «большой» Amiga.
Первоначально игры планировалось загружать с магнитофонной ленты, но от неё отказались в пользу модулей ПЗУ. Однако данные из модуля было необходимо загружать в оперативную память, что сделало игры медленней, чем они могли бы быть. Система была разработана компанией Epyx и приобретена Atari в 1987 году. Инженеры Atari убрали встроенный динамик и джойстик под большой палец с корпуса, перед тем как выпустить систему спустя 2 года после разработки. Изначально в Америке консоль предлагалась за 189,95 долл. Особое расстройство руководства Atari вызывал тот факт, что как платформа для разработки игр под новую систему использовалась Amiga.

## История
Atari Lynx была разработана компаний Epyx под названием Handy Games. Консоль впервые была представлена на выставке бытовой техники Consumer Electronics Show в январе 1989 года. В силу финансовых проблем Epyx заключила партнёрское соглашение с Atari; годом позднее Epyx обанкротилась и проект полностью перешёл Atari.
Atari изменила внутренний динамик, а также убрала джойстик на панели управления. На выставке бытовой техники Consumer Electronics Show летом 1989 года Atari продемонстрировала свою новую консоль. Цена на старте составила 179,95 $.
Atari быстро продала 90 % из 50 000 стартовых консолей, отправленных в США, ограниченным запуском в Нью-Йорке. Продажи в США в 1990 году составили около 500 тысяч единиц по данным Associated Press. В конце 1991 года Atari сообщила, что продала около 800 тысяч консолей, что, по словам представителей Atari, было в пределах её ожидаемых продаж.
Хотя технологически Atari Lynx во всём превосходила Game Boy, маркетинговое давление Nintendo, использование «чужих» разработчиков, задержка с выходом игр № 1 (в первую очередь, Tetris) привело к тому что консоль стали считать второстепенным продуктом на рынке. Также она пострадала от необходимости ставить большее число элементов питания (шесть против четырёх в Game Boy), которые к тому же израсходовались намного быстрее. Более мощный процессор и подсветка разряжали шесть элементов AA за 4 часа (5-6 часов для Atari Lynx II).
Корпус Atari Lynx был больше, чем необходимо. Компания Atari поверила результатам одного исследования, в котором потребители говорили, что хотят большие корпуса, так как это даст им «больше возможностей за их деньги». Большая же часть корпуса Atari Lynx заполнена воздухом. И наконец, Atari Lynx стоила значительно дороже Game Boy.
SEGA Game Gear следовала аналогичной формуле выхода на рынок и испытывала те же самые проблемы (высокая цена, большой размер, недолгий срок службы элементов питания), но у SEGA был гораздо более качественный маркетинг и удачная реклама. За счёт этого результаты были несколько лучше, в то время как Atari Lynx к середине 1990-х уже почти не встречался на прилавках магазинов.
В настоящее время существует небольшая группа фанатов этой системы, создающих и продающих для неё игры.

## Atari Lynx II
В 1991 году Atari начинает продавать Atari Lynx II с новым дизайном корпуса, незначительно обновлённым чипсетом и экраном. Обновлённая консоль имела резиновые вкладки на корпусе, более чёткое изображение и стерео-выход вместо монофонического для наушников.